# Présailles
Présailles é uma comuna francesa na região administrativa de Auvérnia-Ródano-Alpes, no departamento de Alto Loire. Estende-se por uma área de 23 km². Em 2010 a comuna tinha 121 habitantes (densidade: 5,3 hab./km²).